# .pg
.pg је највиши Интернет домен државних кодова (ccTLD) за Папуа Нову Гвинеју.